# Xabi Prieto
Pour les articles homonymes, voir Prieto.
Xabi Prieto, de son nom complet Xabier Prieto Argarate, né le 29 août 1983 à Saint-Sébastien (Espagne), est un footballeur espagnol qui évolue comme milieu offensif entre 2002 et 2018.
Prieto est issu du centre de formation de la Real Sociedad. Commençant sa carrière en 2003, il est resté fidèle à son club malgré une descente en seconde division en 2007. La remontée en 2010 le révèle comme un joueur de talent doté d'une bonne technique. Véritable pilier de la Sociedad, Prieto en est le capitaine de nombreuses années. Le basque est un spécialiste des coups francs et des pénaltys.

## Biographie

### Jeunesse
Xabi Prieto voit le jour le 29 janvier 1983 à Saint-Sébastien, dans le Pays basque espagnol. Il rejoint en 1992 la Real Sociedad. Le jeune basque y est formé pendant toute sa jeunesse et connaît toutes les catégories jeunes du club. En 2001, Prieto débute en équipe B. Il joue une quarantaine de rencontres pour huit buts avant d'intégrer pleinement l'équipe première.

### Carrière

#### Real Sociedad (2003-2018)

##### Débuts et intégration progressive (2003-2007)
Prieto découvre la Primera División lors de la saison 2003-2004 avec son club formateur. Le 26 octobre 2003, il joue son premier match professionnel en championnat, remplaçant Valeri Karpin lors d'une victoire à domicile 1-0 contre Osasuna. Prieto marque pour la première fois le 23 mai 2004, réalisant même un doublé, au cours d'une écrasante victoire des basques contre le Real Madrid (4-1). Bien qu'il ne joue que onze matchs, le milieu fait une belle impression pour ses débuts dans le championnat ibérique.
Sa saison 2004-2005 est plus contrasté, le joueur devant composé avec une forte concurrence au milieu de terrain. Il prend part à vingt trois rencontres de Liga, dont quatorze en tant que titulaire mais ne marque pas de but. Néanmoins, Prieto commence à s'imposer dans l'effectif à partir de 2005. Le départ de Karpin le propulse définitivement à la place de titulaire. Prieto joue tous les matchs de championnat durant la saison 2005-2006 et se bonifie en attaque puisqu'il conclut la saison avec neuf buts. Sa saison 2006-2007 confirme les espoirs placés en Prieto. Il est régulier dans ses performances et est l'une des rares satisfactions du club au vu d'un exercice qui voit la Sociedad être reléguée, finissant dix-neuvième de Liga.

##### Relégation et années difficiles (2007-2010)
Lors de la descente du club en seconde division à l'issue de la saison 2006-2007, Prieto décide de rester avec son équipe de cœur. Il faudra trois saisons aux basques afin de retrouver l'élite espagnole. Au début de la saison 2007-2008, Prieto refuse des offres de clubs tels que l'Ajax Amsterdam ou le Racing de Santander, preuve de sa solide fidélité à la formation basque. À l'issue de la saison 2009-2010, celle de la remontée de la Real Sociedad en Liga, il est nommé « Meilleur joueur » de Liga Adelante.

##### Joueur emblématique (2010-2018)
Au début de la saison 2010-2011, Prieto s'affirme comme le leader technique de la Real Sociedad pour le retour en première division. Il réalise le meilleur exercice de sa carrière en marquant sept buts et distillant treize passes décisives, faisant de lui l'un des meilleurs passeur de Liga. Le 29 août 2010, en ouverture du championnat, Prieto inscrit l'unique but de la rencontre aux dépens du Villarreal CF. De la septième à la dixième journée de Liga, il délivre à chaque fois une passe décisive. Début janvier, Prieto est l'acteur majeur de la victoire contre Getafe en marque un penalty et en servant deux buts (4-0). Son influence sur le jeu de la Sociedad est forte et permet au club de se maintenir, à trois points seulement de la relégation.
Le basque effectue une saison 2011-2012 plus contrastée au niveau de ses performances. Prieto inscrit ses deux premiers buts de la saison durant une rencontre de Coupe du roi contre Grenade. En mars 2012, le milieu inscrit l'unique but basque contre le Real Madrid qui diminue l'humiliation subie au Santiago Bernabeu (1-5). Il clôt le championnat avec deux buts et délivre cinq passes. La Real Sociedad, terminant douzième du championnat, s'affirme comme un club capable d'évoluer à long terme en Liga.
Prieto est un élément clef de l'excellente saison 2012-2013 des basques qui voit finir la Sociedad quatrième de la Liga. Le milieu forme un trio d'attaque redoutable en compagnie du français Antoine Griezmann et du mexicain Carlos Vela. Le 6 janvier 2013, Prieto effectue un match exceptionnel contre le Real Madrid en s'octroyant un triplé. Fin mai, il récidive à nouveau face aux Merengues en concluant un doublé (3-3). Prieto finit l'exercice avec neuf buts et trois passes décisives. 
La saison suivante lui permet de découvrir la Ligue des champions. Prieto prend part à sept matchs de la compétition aux grandes oreilles mais la Sociedad est rapidement éliminé. Le club finit septième de la Liga, porté par le duo Griezmann-Vela. En raison de l'efficacité des attaquants, les statistiques sont plus nuancées que les saisons précédentes avec trois buts et autant de passes.
Dès juillet 2014, Prieto reprend la compétition afin de disputer les tours préliminaires de la Ligue Europa. Dans cette compétition, il se distingue par un doublé contre les écossais de l'Aberdeen FC. La Sociedad est néanmoins éliminé le tour suivant par le FK Krasnodar. En championnat, Prieto réalise un doublé de passes décisives durant la deuxième journée et contribue à la victoire 4-2 des basques contre le Real Madrid. Cependant, il connait une période creuse de buts et doit attendre janvier 2015 pour débloquer son compteur contre Eibar. Prieto délivre les siens en février en marquant deux buts face au Séville FC qui permet à la Sociedad d'arracher une victoire 4-3. Le milieu finit la saison avec sept buts toutes compétitions confondues ainsi que six passes.
Prieto entame la saison 2015-2016 avec le statut de remplaçant, l'entraîneur écossais David Moyes lui préférant Sergio Canales. La destitution de Moyes en faveur d'Eusebio Sacristán au cours de la saison relance le basque. Ainsi, Prieto marque contre Séville en janvier 2016 (2-0). Son second but contre le Deportivo La Corogne lui permet d'atteindre les 21 penalties convertis sur 22 dans sa carrière, preuve de son efficacité en la matière. Prieto marque son troisième et dernier but de la saison au cours d'un succès 2-1 contre le Real Betis. 
Le 20 mars 2017, Prieto prolonge son contrat avec la Sociedad pour un an de plus. Il prend sa retraite à l'issue de la saison 2017-2018.

### Reconversion
Le 7 mars 2024, il est nommé "représentant institutionnel" au sein de son club formateur, la Real Sociedad.

## Style de jeu
Formé à la Real Sociedad, Prieto possède un bagage technique solide. Il n'excelle certes pas pour ses qualités physiques mais sa « vista » au-dessus de la moyenne le rend indispensable pour son équipe.
Prieto est un spécialiste des pénaltys et des coups francs.

## Statistiques
| Saison                | Club                  | Championnat           | Championnat | Championnat | Championnat | Coupe(s) nationale(s) | Coupe(s) nationale(s) | Coupe(s) nationale(s) | Compétition(s) continentale(s) | Compétition(s) continentale(s) | Compétition(s) continentale(s) | Compétition(s) continentale(s) | Total | Total | Total |
| Saison                | Club                  | Division              | M.          | B.          | P.d.        | M.                    | B.                    | P.d.                  | Comp.                          | M.                             | B.                             | P.d.                           | M.    | B.    | P.d.  |
| 2002-2003             | Real Sociedad B       | 3ª                    | 34          | 5           | -           | -                     | -                     | -                     | -                              | -                              | -                              | -                              | 34    | 5     | 0     |
| 2003-2004             | Real Sociedad B       | 2ªB                   | 14          | 3           | -           | -                     | -                     | -                     | -                              | -                              | -                              | -                              | 14    | 3     | 0     |
| Sous-total            | Sous-total            | Sous-total            | 48          | 8           | -           | -                     | -                     | -                     | -                              | -                              | -                              | -                              | 48    | 8     | 0     |
| 2003-2004             | Real Sociedad         | Liga                  | 11          | 2           | 1           | 2                     | 0                     | -                     | -                              | -                              | -                              | -                              | 13    | 2     | 1     |
| 2004-2005             | Real Sociedad         | Liga                  | 23          | 0           | 3           | 2                     | 1                     | -                     | -                              | -                              | -                              | -                              | 25    | 1     | 3     |
| 2005-2006             | Real Sociedad         | Liga                  | 38          | 9           | 3           | -                     | -                     | -                     | -                              | -                              | -                              | -                              | 38    | 9     | 3     |
| 2006-2007             | Real Sociedad         | Liga                  | 33          | 3           | 3           | 1                     | 0                     | -                     | -                              | -                              | -                              | -                              | 34    | 3     | 3     |
| 2007-2008             | Real Sociedad         | Liga Adelante         | 36          | 4           | 8           | 1                     | 0                     | -                     | -                              | -                              | -                              | -                              | 37    | 4     | 8     |
| 2008-2009             | Real Sociedad         | Liga Adelante         | 32          | 4           | 4           | 1                     | 0                     | -                     | -                              | -                              | -                              | -                              | 33    | 4     | 4     |
| 2009-2010             | Real Sociedad         | Liga Adelante         | 35          | 7           | 9           | 1                     | 0                     | -                     | -                              | -                              | -                              | -                              | 36    | 7     | 9     |
| 2010-2011             | Real Sociedad         | Liga                  | 37          | 7           | 13          | 2                     | 0                     | 0                     | -                              | -                              | -                              | -                              | 39    | 7     | 13    |
| 2011-2012             | Real Sociedad         | Liga                  | 34          | 2           | 5           | 4                     | 2                     | 0                     | -                              | -                              | -                              | -                              | 38    | 4     | 5     |
| 2012-2013             | Real Sociedad         | Liga                  | 35          | 9           | 3           | 2                     | 0                     | 0                     | -                              | -                              | -                              | -                              | 37    | 9     | 3     |
| 2013-2014             | Real Sociedad         | Liga                  | 30          | 2           | 3           | 7                     | 0                     | 1                     | C1                             | 7                              | 0                              | 0                              | 44    | 2     | 4     |
| 2014-2015             | Real Sociedad         | Liga                  | 35          | 4           | 6           | 3                     | 0                     | 0                     | C3                             | 4                              | 3                              | 0                              | 42    | 7     | 6     |
| 2015-2016             | Real Sociedad         | Liga                  | 36          | 3           | 3           | 1                     | 0                     | 0                     | -                              | -                              | -                              | -                              | 37    | 3     | 3     |
| 2016-2017             | Real Sociedad         | Liga                  | 38          | 8           | 6           | 5                     | 0                     | 0                     | -                              | -                              | -                              | -                              | 43    | 8     | 6     |
| 2017-2018             | Real Sociedad         | Liga                  | 26          | 3           | 5           | 2                     | 0                     | 0                     | C3                             | 6                              | 0                              | 3                              | 34    | 3     | 8     |
| Sous-total            | Sous-total            | Sous-total            | 479         | 67          | 77          | 34                    | 3                     | 1                     | -                              | 17                             | 3                              | 3                              | 530   | 73    | 81    |
| Total sur la carrière | Total sur la carrière | Total sur la carrière | 527         | 75          | 77          | 34                    | 3                     | 1                     | -                              | 17                             | 3                              | 3                              | 578   | 81    | 81    |

## Palmarès
Xabi Prieto remporte avec la Real Sociedad la Liga Adelante en 2010. Il compte cinq sélections en Espagne espoirs et dispute avec la sélection non officielle du Pays Basque quatorze rencontres depuis 2004.